# Prosopocera fatidica
Prosopocera fatidica är en skalbaggsart som först beskrevs av Francis Polkinghorne Pascoe 1864.  Prosopocera fatidica ingår i släktet Prosopocera och familjen långhorningar.
Artens utbredningsområde är:
- Gabon.
- Nigeria.

Inga underarter finns listade i Catalogue of Life.